# 왕광메이
왕광메이(王光美(왕광미), 1921년 9월 26일 ~ 2006년 10월 13일)는 중화인민공화국의 여성 물리학자 겸 정치가이고 류사오치(劉少奇) 전직 중화인민공화국 국가원수의 6번째 부인이며 중국공산당 전국인민대표대회 상무위원 등을 역임하였다.

## 생애

### 일생
중화민국 허베이성 베이핑(지금의 중화인민공화국 베이징)에서 출생하여 지난날 한때 중화민국 허베이성 톈진(지금의 중화인민공화국 톈진)에서 잠시 유아기를 보낸 적이 있다.
그녀의 부군은 1949년부터 1954년까지 중화인민공화국 제5국가부원수를 지내었고 1954년부터 1959년까지 중국공산당 전국인민대표대회 상무위원장을 지내었으며 1959년부터 1968년까지 중화인민공화국 국가원수를 지낸 류사오치(劉少奇)이다.

### 학력
- 1943년: 중화민국 허베이 성 베이핑 푸런 대학교 물리학과 학사
- 1945년: 중화민국 허베이 성 베이핑 푸런 대학교 대학원 물리학과 이학석사

### 결혼
그녀는 1948년 8월 21일에 류사오치와 결혼하였으며 이후 1969년 류와 사별할 때까지 그와의 사이에서 1남 3녀를 두었다.

### 문화대혁명
문화방송 교양프로그램 《신비한 TV 서프라이즈》에 따르면, 왕광메이는 문화대혁명 때에 마오쩌둥 주석의 부인인 장칭에게 핍박을 받았다. 마오 주석은 학식이 있는 왕광메이를 "우리 중화인민공화국에 도움이 될 일꾼"이라면서 아꼈는데, 장칭은 이를 질투하여, 문화대혁명 때를 틈타 미국 간첩으로 몰아서 핍박을 하였다.

## 같이 보기
- 마오쩌둥
- 뤄이슈
- 양카이후이
- 허쯔전
- 장칭
- 장춘차오
- 야오원위안
- 왕훙원
- 류사오치
- 덩샤오핑
- 줘린
- 저우언라이
- 덩잉차오
- 린뱌오
- 예췬
- 린리궈
- 예젠잉
- 화궈펑
- 후야오방
- 리셴녠
- 린자메이
- 양상쿤
- 장쩌민
- 리펑